# École secondaire MIND
 (avril 2021).
Si vous disposez d'ouvrages ou d'articles de référence ou si vous connaissez des sites web de qualité traitant du thème abordé ici, merci de compléter l'article en donnant les références utiles à sa vérifiabilité et en les liant à la section « Notes et références ».
L'école secondaire MIND (en anglais, MIND High School ; MIND signifie Moving In New Directions) est une école secondaire d'éducation alternative située à Montréal, Québec, Canada. Sa réputation découle de ses programmes communautaires.
L'école est un partenariat entre la Commission scolaire English-Montréal et la Faculté d'éducation de l'Université McGill. Son programme vise à développer une pensée critique et fournir une éducation enrichie par des méthodes d'enseignement alternatives.

## Histoire
Fondé en 1975 avec 125 élèves de toute la Commission des écoles protestantes du Grand Montréal et 7 employés, l'école était à l'origine simplement connue sous le nom de The Alternative High School (en français, L'école secondaire alternative) et était située principalement au troisième étage (avec quelques classes au deuxième étage) du YMCA international à l'angle de l'avenue du Parc et de St-Viateur.
Un vote a été organisé par la communauté (les élèves, le personnel et les parents avaient chacun une voix), et MIND (Moving In New Directions) a été choisi comme nom de l'école. Les premiers votes de la communauté portaient sur la consommation de drogues récréatives à l'école (rejetée), la permission de fumer en classe (finalement interdite au troisième étage uniquement), la pauvreté et la dette dans le monde (aucune résolution) et l'apathie des élèves (une réunion attirant plusieurs personnes, mais sans véritable solution). Des réunions communautaires étaient organisées chaque semaine et des réunions de groupes d'appartenance avaient lieu tous les lundis matin.
Peu de temps après sa création, l'école s'est installée au troisième étage de l'ancien bâtiment du High School of Montreal sur la rue University, qui était autrement occupé par l'école secondaire à vocation artistique F.A.C.E. Le personnel se composait de huit enseignants, dont un professeur principal, et d'environ 133 élèves de la 9e à la 11e année (secondaire III à V). L'école compte actuellement cinq enseignants et 55 élèves.
En 1999, l'école a déménagé dans ses locaux actuels, au dernier étage du bâtiment de l'école primaire Bancroft, à l'angle de Mont-Royal et de Saint-Urbain, à l'ombre du Mont-Royal. En 2003, l'école a organisé sa première équipe de soccer. Les uniformes de l'équipe étaient noirs et blancs, sans logo.